# I Go Wild
Singles de The Rolling Stones
Out of Tears
(1994) Like a Rolling Stone
(1995)
Pistes de Voodoo Lounge
Out of Tears
(7) Brand New Car
(9)
I Go Wild est une chanson du groupe de rock britannique The Rolling Stones parue sur l'album Voodoo Lounge en 1994, et en single, le quatrième et dernier de l'album, l'année suivante où il connait un succès très mineur. Bien que signée Jagger/Richards, la chanson a été en grande partie composée par Mick Jagger.

## Enregistrement
La chanson est enregistrée avec le reste de l'album, d'abord de juillet à août dans le studio personnel du guitariste Ron Wood en Irlande, puis durant les sessions du 3 novembre au 11 décembre 1993 toujours en Irlande, aux studios Windmill Lane à Dublin avec Don Was comme coproducteur et Don Smith comme ingénieur du son. Les musiciens qui accompagnent Mick Jagger au chant et à la guitare électrique, Charlie Watts à la batterie et Ronnie Wood et Keith Richards aux guitares électriques sont le bassiste Darryl Jones, le percussionniste Phil Jones et le pianiste Chuck Levell à l'orgue. Les chœurs sont assurés par Mick, Keith, Bernard Fawler et Ivan Neville. La chanson est mixée en début d'année 1994 au studio Right Track à Los Angeles par Bob Clearmountain, et sera la seule de l'album, les autres étant mixées avec Don Smith dans un autre studio de Los Angeles (les studios A&M Recording),.

## Parution et postérité
Parue à l'origine sur l'album Voodoo Lounge en 1994, la chanson sort également en single, le quatrième et dernier de l'album, l'année suivante. Il connait une première sortie le 3 avril 1995 en Australie où il se classe 57e, puis sort au Royaume-Uni et ailleurs le 3 juillet suivant. Au Royaume-Uni il se classe 29e et 20e au classement rock aux États-Unis. Le single comporte également une version live de la chanson et deux remix, l'une est un mixage alternatif effectué par Scott Litt (connu pour ses mixages avec REM) et l'autre du DJ Luis Resto est destiné aux pistes de danse.
Le clip vidéo de la chanson est tourné à l'ancien temple de San Lázaro à Mexico juste avant la tournée des quatorze stades des Stones en Amérique du Sud.
La chanson est interprétée à chaque concert de la tournée mondiale Voodoo Lounge Tour au cours des années 1994 et 1995. Une version live enregistrée en 1994 est publiée sur le single (en troisième piste) et une autre version live enregistrée en 1995 apparaitra en 2016 sur l'album Totally Stripped (qui est une version corrigée de l'album Stripped sorti initialement en 1995 où les versions studios sont remplacées par d'autres chansons live).

## Analyse artistique
I Go Wild est une chanson de rock simple dont les paroles évoquent une relation d'un homme avec une "femme fatale" : 

« Je deviens fou quand tu es dans mon visage
Je deviens fou quand je goûte à toi
Je deviens fou et je deviens cinglé
Je tombe malade - quelqu'un arrête cette douleur »

Mick Jagger a évoqué dans une interview les conditions dans lesquelles la chanson est créée :
« I Go Wild, je suppose, est celui sur lequel je joue le plus (à la guitare). Je veux dire, j'ai créé la chanson à la guitare avec Charlie [Watts], comme un groove. Et nous avions plus ou moins toute la chanson avant de la présenter aux autres. »
Sur l'ensemble de la chanson, Mick déclare : « J'aime cette chanson. Je me sens vraiment concerné par les paroles, qui me parlent le plus. »

## Fiche technique

### Liste des titres du single
1. I Go Wild (version album) 4:23
2. I Go Wild (Remix de Scott Litt) 4:34
3. I Go Wild (Live) 6:29
4. I Go Wild (Remix de Luis Resto) 5:40

### Personnel
Crédités :

#### The Rolling Stones
- Mick Jagger : chant, chœur, guitare électrique
- Keith Richards : guitare électrique, chœurs
- Ron Wood : guitare électrique
- Charlie Watts : batterie

#### Musiciens additionnels
- Darryl Jones : basse
- Chuck Levell : orgue
- Phil Jones : percussion
- Bernard Fawler et Ivan Neville : chœurs

#### Équipe technique
- Don Was : production
- Mick Jagger : production
- Keith Richards : production
- Don Smith : ingénieur du son
- Bob Clearmountain : mixage

## Classements
| Classement (1995)              | Meilleure position |
| ------------------------------ | ------------------ |
| Australie (ARIA)               | 57                 |
| Canada (RPM)                   | 44                 |
| Allemagne (Media Control AG)   | 61                 |
| Pays-Bas (Single Top 100)      | 48                 |
| Royaume-Uni (UK Singles Chart) | 29                 |
| États-Unis (Mainstream Rock)   | 20                 |